# HKUD Vladimir Nazor Sombor
Hrvatsko kulturno-umetničko društva „Vladimir Nazor” Sombor je udruženje građana bunjevačke narodnosti, nastavljač tradicije društva „Bunjevačko kolo“ koje je u Somboru osnovano 1921. godine,  u novoosnovanoj Kraljevini Srba Hrvata i Slovenaca, i bilo preteča od HKD „Miroljub“ do HKUD „Vladimir Nazor“, od 1936. do danas. Društvo je tokom bezmalo jednog veka postojanja delovalo u šest država, od Kraljevine Jugoslavije do Republike Srbije, i kroz tri društveno-politička sistema, što se odrazilo i na rad društva u složenim okolnostima i ratnim vremenima, u Somboru i okruženju.

## Kraća istorijat Bunjevaca
Hrvati na području Vojvodine predstavljaju heterogenu manjinsku zajednicu koja zbog spleta različitih društveno-istorijskih okolnosti prostor nastanjuje u više migracijskih talasa, najčešće pod subetničkim imenima (koje uslovno i retrospektivno nazivamo hrvatskima), s relativno distinktivnim dijalektološkim osobensotima.
Najpoznatiji su, a svakako i najistraženiji, podunavski Bunjevci i Šokci. Oni su u Vojvodini u sklopu širih migracija iz hrvatskoga matičnog prostora koji pored Hrvatske obuhvata i delove Bosne i Hercegovine, doneli mnoge običaje, versku i kulturnu tradiciju.
Sombor su Osmanlije napustile u 1687. bez borbe, a malobrojni hriščani su austrijsku vojsku dočekali kao oslobodioce Najveći selidbeni talas u Sombor i okolini bio je pokrenut osmanlijskim porazima i njihovim proterivanjem iz Bačke. Najveći broj Bunjevaca doselio se u trougao Baja-Sombor-Subotica 1687. godine, dijlom u naselja u kojima su katolici već živelii, delom u nova naselja.
Manjih doseljavanja i preseljavanja iz pojedinih naselja na tom području je bilo i kasnije, da bi nešto kasnije počelo naseljavanje pustara i osnivanje salaša u okolini Sombora.
Novonaseljeni Bunjevci su bili samo dopuna već postojećim grupama sunarodnika  u Podunavlju, jer se pretpostavlja da je najverovatnije  postojala veze između stanovništva u Podunavlju i onog u unutrašnjosti iz oblasti odakle će se naseliti veći broj Bunjevaca krajem 17. veka. Naime istorčari smatraju da je kretanje velike seobe u sasvim nepoznata područja u kojima nije sigurna egzistencija za velik broj ljudi, nerealna, i da su veza između podunavskih Bunjevaca i onih u postojbini franjevci bosanske vikarije koji su bili upoznati sa stanjem u Podunavlju.
U novoj sredini Bunjevci su za vojnu službu dobili zemljišne posede na kojima su se u početku bavili ekstenzivnim stočarstvom. Ekstenzivno stočarstvo, koje se kao takvo zadržavalo dugo vremena, onemogućavalo je formiranje „ušorenih” seoskih naselja. Pojedina naselja sa svojim salašima ostala su vrlo raštrkana i do polovine 20. veka u somborskoj i subotičkoj okolini. Poreklom iz drugačijeg klimatskog područja, drugačijih ekosistema, migracijama su dospeli iz planina u ravnice, daleko izvan dinarskih zona stočarstva. Bili su primorani na različita
prilagođavanja od gazdovanja imanjem do organizacije društvenog i kulturnog života.
Vremenom Bunjevačko stanovništvo se sve više uključivalo u nove privredne procese koji su
vladali na području Podunavlja što je uticalo na svakodnevni život stanovništva. Usmerenost na rad i zemlju oblikovao je drugačiji kompleks društvenih osobina za razliku od onih koje su prevladavale u njihovoj postojbini.

## Preduslovi za osnivanje društva
Osnivanju HKUD nakon Velikog rata prethodilo je ujedinjenja južnoslavenskih naroda u zajedničku državu, Kraljevinu Srba, Hrvata i Slovenaca (1918.), Tada je započeo ne samo aktivni politički več i kulturni život bačkih Bunjevaca i Šokaca, izražen kroz osnivnje Bunjevačko-šokačke stranke koja je 1920. na izborima za Ustavotvornu skupštinu Kraljevine Srba, Hrvata i Slovenaca  u Somboru dobila veliki broj glasova (2.605). Tim činom Bunjevci su dobili svog predstavnika u državnom parlamentu, kao i pravo na osnivanje kulturno-umetničkok društva „Bunjevačko kolo.“  U okviru Bunjevačkog kola nastala je 1924. godine i Dobrotvorna zadruga Bunjevki kojom je rukovodila Julija Bošnjak, a nešto kasnije osnovana je i Omladinska sekcija Kola kojom je rukovodio Ivan Matarić
Na osnivačkoj skupštini društva „Bunjevačkog kola“ 1921. godine prisustvovalo je 200 somborskih Bunjevaca. Za prvog predsednika Kola izabran je Antun Tonika Bošnjak.
Kako se u rukovodstvu „Bunjevačkog kola“ nalazio sloj najimućnijih zemljoposednika, dok je veći deo njihovog članstva pripadao siromašnijem sloju poljoprivrednika i sitnih zemljoposednika, često je unutar društva dolazilo do podvojenosti po socijalnoj liniji. Hrvatski orijentisani članovi „Bunjevačkog kola” u Somboru, poneseni Radićevim idejama hrvatskog seljačkog pokreta, od 1923. postupno su se udaljavali od onog dela članstava koje se nazivalo samo Bunjevcima. Nije to  bilo  samo deklarisanje po narodnoj pripadnosti, već i po političkoj orijentaciji.  Bunjevaca koji su se vezivali uz vladajuće stranke obezbedili su svoj materijalni položaj, nasuprot deklarisanim Hrvatima koji su bili sitniji zemljoposednici, i pristalice  HSS u kojoj  su aktivno učestvovali u njenom radu.
Sredinom 1930-tih, kada je na čelu „Bunjevačkog kola“ bio Stipan Stolišić, došlo je do otvorenog rascpa u društvu. Predvodnik „Hrvata“ Antun Matarić, se 1935. godine sa svojim pristalicama, kao  izdvojeno Društvo nastavili rad uz pomoć Rimokatoličke crkve i župnika Antuna Skenderovića,  u Domu Svete Cecilije,  jer nisu imali sopstvene prostorije i odobrenje policije za rad.

## Osnivanje HKD „Miroljub” u Somboru
Osnivačka skupština
Nakon skoro godinu dana, 6. decembra 1936. godine, uz policijsku saglasnost za održavanje javnoga skupa, organizovana je u Domu Dvete Cecilije (Križarskom domu) Osnivačka skupština novoga društva, pod nazivom HKD „Miroljub” u Somboru, kojoj je prisustvovalo 180 budućih članova. Društvo je osnovano sa ciljem da neguje kulturu i običaja bunjevačkih i šokačkih Hrvata u Vojvodini.
Izgradnja sopstvenih prostorija
Kako novoosnovano Hrvatsko kulturno društvo „Miroljub“ nije imalo sopstvene prostorije za rada, pokrenuta je aktivnost da se što pre izađe iz zgrade Doma Dvete Cecilije u kojoj su držane prve sednice Upravnoga odbora Društva, na čijem čelu je je kao predsednik bio seljak Antun Matarić
Tri meseca nakon osnivačke skupštine, tačnije 28. februara 1937. godine, Upravni odbor je pozajmljenim sredstvima od privatnog preduzetnika Grge Vukovića, i sakupljenim brojnim manjim nepovratnim prilozima članova Društva, kupio zgradu u Ulici Prote Kovačića br. 2,  Na Upravnom odboru tada je odlučeno je da se imena svih članova koji su nepovratno dali hiljadu ili više dinara, njihova imena upišu na mermernoj ploči kao dobrotvori Društva.
Iste godine kada je kupljena zgrada počela je izgradnja veće sale  adaptacijom nekoliko manjih prostorija,a, pre svega dobrovoljnim radom  majstora, članova Društva i seljaka koji su besplatno prevozili građevinski materijal. Čim je prikupljeno više novčanih sredstava počelo se s uređenjem zgrade i sa ulične strane.
Nakon adaptacije zgrad, HKD „Miroljub“ je osnovao i Dobrotvornu zajednicu Bunjevki, s ciljem da se djevojke i žene učlanjuju u Društvo i rade u njegovim sekcijama, a starije žene da se brinu o siromašnoj deci, njihovom školovanju, odevanju, prikupljanju priloga za siromašne i učestvuju u drugim humanim akcijama.
Pokušaj ujedinjenje „Miroljuba“ i „Bunjevačkog kola“
Sve intenzivnija kulturna aktivnost i zabavniji društveni život u „Miroljubu“ privukao je većinu mladih članova „Bunjevačkog kola“, što je rezultovalo idejom o pripajanju „Bunjevačkog kola“ „Miroljubu“. Nakon prethodno održana tri sastanka predstavnika „Bunjevačkog kola“ i „Miroljuba“. „Bunjevačko kolo“, postavljeni su uslovi da „Bunjevačko kolo“, prihvati Pravila HKUD „Miroljub“, kao i da se izvrši izmene u nazivu, i da umesto Hrvatsko kulturno društvo „Miroljub“ društvo dobije novi Hrvatsko bunjevačko prosvjetno društvo „Miroljub“.
Do željenoga ujedinjenja ova dva društva, ipak, nikako nije dolazilo. Međutim, jednom rođena ideja o spajanju ova dva društva nije zamrla, pa su pregovori ponovno obnovljeni 1941. godine.

### Rad društva u Drugom svetskom ratu
Nakon kapitulacije Kraljevine Jugoslavije, 1941. godine, Bačka je okupirana i teritorijalno priključena Hortijevoj Mađarskoj. Upravu u Somboru preuzele su mađarske vojne, a od septembra 1941. mađarske civilne vlasti, što je uticalo na to da se rad dotadašnjih društava u Somboru odvija u novim, veoma otežanim političkim uslovima sve vreme okupacije.

Jedan od prvih problema sa kojim se susrelo društvo bilo je osipanje članstva. Na to je uticala činjenica da su u prvim godina okupacije mađarske vlasti postavile brojne zahteve pred HKD „Miroljub“, da bi ono steklo pravo na kulturno delovanje. 
| „ | Jedan od takvih pokušaja bilo je i širenje glasina da će mađarske vlasti početi lišiti slobode članove „Miroljuba“, naročito one koji se izjasne kao Hrvati. Da li zbog straha, ili iz drugih razloga, počeli su pristizati zahtjevi za ispisivanjem iz članstva u HKD „Miroljub“. | ” |

  Koliko su mađarske okupatorske vlasti nastojale Društvo učiniti poslušnijim i privrženijim zahtevima okupacije, toliko je otpor preostalih 160 članova (mnogi su se ispisali ili jednostavno napustili Društvo) bivao sve izraženiji i jači.
Kako je vojska okupirala dvorani Društva, Upravni odbor je u avgustu 1943. organizovao prikupljanje novčanih sredstava prilozima i unutarnjim zajmom za gradnju male dvorane, kako bi sekcije imale kakve takve uslove za rad. Shvativši da rad Društva izmiče njihovoj kontroli, i da je neka vrsta otpora okupacionoj vlasti 12. svibnja 1944. godine dopisom br. 44566 Kraljevske varoške uprave potvrdio zabranu donošenjem ove Odluke o raspuštanju Društva.
| „ | Odluka Ministar unutarnjih poslova Kraljevine Mađarske temeljem Odluke br. 176.315/1944. zabranjuje postojanje Hrvatskom kulturnom društvu „Miroljub“ jer svoja Pravila rada nije pravodobno usuglasio s mađarskim pravnim propisima te, ne raspolažući odgovarajućim Pravilima, a osim toga i ne udovoljivši pozivima vlasti u svezi pravomoćnosti Društva, Društvo se raspušta, a svu imovinu treba zapečatiti, za što se ovlašćuje dr. Ervin Eršek, drugorazredni bilježnik iz gradskog računovodstva, te jedno službeno tijelo kojega će odrediti predsjednik računovodstva. Navedeni su dužni u zabranjenom Društvu popisati sve nekretnine i dugove do najmanje sitnice i o tomu me obavijestiti. Ujedno, naređujem da se raspušteno Društvo briše s popisa udruga. O ovoj Odluci obavještavam: 1. Mađarsko kraljevsko računovodstvo u gradu; 2. Dr. Ervina Eršeka, drugorazrednog bilježnika u gradu i 3. Antuna Matarića iz Sombora, predsjednika HKD „Miroljub“. Sombor, 12. april 1944. Dr. Peter Čerta v. r. gradonačelnik | ” |

Nakon ove odluke u aprilu 1944., Hrvatsko kulturno društvo „Miroljub“ prestalo je i zvanično da postoji. Nekoliko članova Upravnog odbora dolazilo je i dalje u zgradu nekadašnjeg Društva, okupljajući se u stanu čuvara zgrade

Kada je u junu 1944. godine, članove društva posetio Ivan Matarić, po preporuci Narodnooslobodilačkog pokreta, on je članove društva poznao sa predstojećim događaje koji će rezultovati skorim  oslobođenjem Sombora od okupatora i...
| „ | ...istakao važnost da se među ostalim građanima i nacionalnostima Sombora u tom povijesnom trenutku nađu i članovi nekadašnjeg „Miroljuba“...i pozvao na agitaciju među članstvom i među bunjevačko-šokačkim Hrvatima...i time daju i potporu idejama narodnooslobodilačke borbe. | ” |

Jedan deo članova prihvatio je poziv i aktivno se uključio u narodnooslobodilačku borbu. U borbama za konačno oslobođenje od fašizma poginulo je 14 članova HKD „Miroljub“: Franja Benja, Stipan Blesić, Stipan Dorotić, Marko Đurin, Ilija Džinić, Matija Jozić, Ladislav Kalmar, Franja Kukuruzar, Antun Krajinger, Stipan Matarić, Ivan Parčetić, Franja Raič, Pajica Stipančević i Šandor Zidarević.

### Rad društva u posleratnom periodu
U oslobođenom Somboru bivši predsednik „Miroljuba“ Antun Matarić postao je potpredsednik  Narodnooslobodilačkog odbora, a za članove ovog odbora izabrani su Stipan Periškić, Grga Astaloš, Andrija Bogišić i Franja Lišćević, nekadašnji aktivisti i članovi Upravnoga odbora „Miroljuba“. Svi oni su se angažovali na agitaciji među bunjevačko-šokačkim življem kako bi ih motivisali da daju svoj doprinos u prikupljanju hrane za vojsku i seču šuma za zagrevanje partizanske bolnice.

Kada je, maja 1945. godine okončan rat na prostoru Jugoslavije, uz podršku novih partizanskih vlasti, obnovljen je rad nekadašnjeg Društva, u junu 1945. godine na osnivačkoj Skupštini društva u Velikoj dvorani Gradske kuće. Sa nje je poslata depeša maršalu Josipu Brozu Titu, u kojoj se u skladu sa političkim idejama novoga vremena između ostalog navodi...
| „ | ....„Ujedno Vam obećavamo da ćemo svim raspoloživim snagama raditi na učvršćenju bratstva, jedinstva i ravnopravnosti svih naroda Demokratske Federativne Jugoslavije i na obnovi naše nove domovine“. | ” |

Društvo u skladu sa novonastalom uslovima menja ime u „Hrvatski prosvjetni dom“, i usvaja nova Pravila Društva, utvrđuje redovnu članarinu od 24 dinara, a vanrednu 100 dinara, i vrši izbor Upravnog odbora.
Nakon obnove rada Društvo je u septembru 1945. godine, imalo 195 članova. Obnovljeni su hor, dramska  i muzička sekcija. Početkom 1946. godine, Društvo je brojalo 440 članova, a osnovane su i nove sekcije: džez orkestar, sekcija za fizičku kulturu  i sekcija Narodnog sveučilišta. U okviru društva postojao je i fudbalski klub. Osim toga, na ime Društva prenesena je i imovina nekadašnjeg „Bunjevačkog kola“.

#### Gradnja nove zgrade
Kako je Društvo uvećavalo svoje članstvo i neprestano širilo aktivnosti  ukazala se potreba za većom zgradom sa brojnijim prostorije nego što su bile u staroj zgradi,  21. jula 1946. godine Upravni  odbor  pokrenuo je inicijativu za gradnju novoga doma na mestu stare zgrade, prema projektu koji je izradio ing. Bazler.
Zbog nedostatka sredstava za gradnju Društvo je odlukom Gradskog narodnog odbora u svibnju 1948. godine, u zamenu za zgradu u Uici Prote Kovačića 2, dobilo veliku zgradu bivše pivare „Avala“ na Vencu Radomira Putnika br. 26 (s pravom vlasništva).

## HKUD „Vladimir Nazor”
Dana 24. aprila 1949. godine Društvo usvaja novi naziv Hrvatsko kulturno-prosvjetno društvo „Vladimir Nazor“ u Somboru,  da bi u decembru 1957. godine iz naziva bio obrisan nacionalni predznak i naziv je Kulturno-prosvetno društvo „Vladimir Nazor“ u Somboru.
Sa širenjem  prostor u zgradi, sekcije su sve aktivnije, a posbna pažnja poklonjena je negovanju  tradicijea: Prela, Dužionice, Presvetog Trojstva, Svetog Franje (Divojačkog vašara).
Tokom  1960. godine  konačno je završenazgrade Društva.
U skaldu sa  Zakonu o udruženjima građana Republike Srbije  29. decembra 2010. godine, donet je novi statut i sa novim Statutom, žigom društvo je dobilo naziv: Hrvatsko kulturno - umjetinočko društvo  „Vladimir Nazor“ Sombr.

### Organizacija društva
Članstvo
Prema evidenciji iz 2020. godine Društvo broji 214 aktivnih članova koji rada u svojim prostorijama u Somboru, Venac Radomira Putnika 2.
Sabor
Sabor, koji može biti redovan i vanredan, je najviši organ Društva i njega čine svi redoviti članovi. 
Upravni odbor
Upravni odbor Društva koji broji 30 članova, rukovodi radom Društva između dva Sabora: priprema materijal za Sabor, stara se o sprovođewu Plana rada Društva, odlučuje o prijemu i isključenju članova iz Društva, bira članove Izvršnog odbora, odobrava planove pojedinih sekcija i slično.
Izvršni odbor
Izvršni odbor, koji broji 9 članova je kao što mu i samo ime kaže izvršni organ Upravnog odbora. On srovodi odluke Upravnog odbora i Sabora. Vodi brigu o radu svih sekcija, organizaciji javnih nastupa, predlaže pročelnike sekcija i drugo.
Nadzorni odbor
Nadzorni odbor koji ima 3 člana i 3 zamenika, predsednika i njegovog zamenika bira Sabor. Zadatak ovog odbora je da pregleda materijalno-financijsko poslovanje Društva i Saboru podnosi godišnje izveštaje o načinu poslovanja Društva.
Predsednik društva
Predsednik društva zastupa i predstavlja Društvo i stvara uslove za njegov zakoniti rad.

### Sekcije društva
U Društvu deluju sledeće sekcije: 
- folklorna (dečiji i sekcija za odrasle),
- dramska (za mlađe i starije grupe),
- pevačka,
- tamburaška,
- literarna,
- likovna,
- grnčarska,
- sportska (sa ekipama za stolni tenis, šah i veslanje),
- sekcija za negovanje kulture, običaja i tradicija bačkih Hrvata – Bunjevaca i Šokaca,
- uređivačka redakcija lista „Miroljub“
- Klub ljubitelja biljaka „Za sreću veću“.

### Manifestacije Društva
Manifestacije u organizacij Društvu su: 
- Veliko Bunjevačko-Šokačko prelo,
- Žetvene svečanosti „Dužionica“,
- Likovna kolonija „Colorit“,
- Međunarodna smotra amaterskog dramskog stvaralaštva „Dramske večeri“,
- „Divojački vašar“,
- Književne večeri,
- Godišnji koncert,
- Božićni koncert
- Izložba božićnih kolača.

### Izdavaštvo
Društvo štampa svoj list „Miroljub“  koji izlazi četiri puta godišnje. Klub ljubitelja biljaka organizira besplatne razjmene biljaka,  Uskršnju izložbu, sudjeluje na izložbama i organizira putovanja na sajmove cvijeća.

### Saradnja
Društvo ima dobru suradnju sa mnogim društvima u:
- Republici Hrvatskoj od Batine, Zagreba, Splita, Brača, pa sve do Rovinja.
- Hrvatskim udruženjima u Mađarskoj, Bosni i Hercegovini,
- Hrvatskim i drugim udruženjima u Republici Srbiji.

## Napomene
1. ↑  Zgrada je srušena, i sada je parking u Njegoševoj ulici u Somboru.

## Viidi još
- Bunjevci

## Literatura
- Stepanović, Milan (urednik) Hrvatsko kulturno umjetničko društvo „Vladimir Nazor” (Sombor) - 1936-2011, Izdavač: HKUD „Vladimir Nazor“ Sombor, 2012. COBISS.SR-ID 275199751
- Alojzije A. Firanj (urednik) Moj Nenadić, Hrvatsko kulturno-umjetničko društvo „Vladimir Nazor”, Sombor, 2018.
- Matija Evetović: Kulturna povijest bunjevačkih i šokačkih Hrvata, NIU „Hrvatska riječ”, Subotica, 2010. god.
- Aleksa Kokić: U sjenama ravnice, Zavod za kulturu vojvođanskih Hrvata, Subotica, 2013.

## Spoljašnje veze
- Veb stranica: HKUD „Vladimir Nazor” Sombor (jezik: hrvatski)